# Tahuantinsuyoa
Tahuantinsuyoa — рід риб родини цихлові, що налічує два види.

## Види
- Tahuantinsuyoa chipi Kullander 1991
- Tahuantinsuyoa macantzatza Kullander 1986